# Уварова, Елизавета Александровна
Елизавета Александровна Ува́рова (настоящая фамилия — Герцберг; 1902—1977 (на могиле указана дата рождения 1 ноября 1900) — советская актриса театра и кино. Заслуженная артистка РСФСР (11 марта 1939). Народная артистка РСФСР (10 июля 1972).

## Биография
По некоторым сведениям, год рождения — 1900 (на могиле указана дата рождения 1 ноября 1900). По официальным сведениям родилась 10 (23) ноября 1902 года в Санкт-Петербурге, в семье Александра Борисовича Герцберга, доверенного товарищества «Мандль, М. и И.». Семья жила на Невском проспекте, дом № 114.
Во время Гражданской войны была сестрой милосердия. Демобилизовавшись, поступила учиться на филолога и медика, потом — в театр-студию «Водевиль» при Народном доме, где художественным руководителем был знаменитый журналист и театральный критик Александр Кугель. Одновременно училась в студии Владимира Карпова.
В 1922 году окончила студию при Петроградском театре Народного дома, где дебютировала спектакле «Вечный муж» Ф. М. Достоевского в роли Лизы.
В 1922 году по приглашению А. А. Брянцева актриса пришла в ЛенТЮЗ, которому посвятила двадцать лет. Играла в основном роли в амплуа травести. Была замечена Е. Шварцем, написавшим роль Варварки (пьеса «Ундервуд») специально для неё. В 1930-е годы начала преподавать в Театральном институте, стала доцентом. Ставила как режиссёр спектакли в Совхозно-колхозном театре. Самостоятельно выучила французский язык. Перенесла тяжелейшую операцию по поводу онкологического заболевания.
В 1938 году состоялся её дебют в кино — в фильме «Человек с ружьём» Уварова исполнила роль приживалки.
В годы Великой Отечественной войны вместе с театром в эвакуации в Анжеро-Судженске и Березниках.
В 1944 году Уварова покинула ТЮЗ и перешла в труппу Н. П. Акимова в Ленинградский театр комедии, где почти сразу заняла одно из лидирующих мест. Исполнила около сорока ролей на этой сцене.
24 августа 1977 года Уварова умерла в своей квартире после тяжёлой продолжительной болезни. Похоронена на Серафимовском кладбище рядом с матерью.
С 1950-х годов и почти до самой смерти Елизавета Уварова преподавала в ЛГИТМиК.

## Личная жизнь
Первый муж — Евгений Гаккель, фактический муж — Борис Чирков.
Детей не было.

## Известные адреса
Санкт-Петербург. «Дом Воейковой» (угол Каменноостровского проспекта и Большой Монетной улицы, д. 19/13).

## Оценки коллег
Уварова была одной из самых умных актрис театра, и ум ей не мешал.— Пётр Фоменко

Будучи целиком пропитанной страхом сталинской эпохи, Елизавета Александровна всё равно всегда была настроена оппозиционно власти.— Майя Туликова

При всей своей приветливости в жизни она была очень строгой, дистанцировалась, не любила отношений накоротке. К себе допускала избранно. И очень следила за своим внешним видом.— Владимир Грамматиков

Серьёзные обиды она не прощала. И очень мудро уходила из жизни.— Вера Карпова

## Творчество

### Роли в театре

#### Ленинградский ТЮЗ (1922—1945)
- «Тимошкин рудник» Л. Макарьева — Анютка
- 1926 — «Осенняя скука» Н. А. Некрасова
- 1929 — «Ундервуд» Е. Л. Шварца. Режиссер Б. В. Зон. — Золушка
- 1936 — «Продолжение следует» А. Я. Бруштейн — Отти
- 1936 — «Голубое и розовое» А. Я. Бруштейн — София Васильевна (Мопси)
- 1937 — «Сказки Пушкина» («О попе и о работнике его Балде») А. С. Пушкина — Бесёнок
- 1937 — «Красная Шапочка» Е. Л. Шварца — Лиса
- 1939 — «Снежной королеве» Е. Л. Шварца — Маленькая разбойница
- 1943 — «Бессмертный» А. Н. Арбузова и А. М. Гладкова — Тоня
- «Золушка» Е. Л. Шварца — Золушка

#### Ленинградский театр Комедии(1945—1977)
- 1946 — «Путешествие мсье Перришона» по Э. Лабишу. Реж. и худ. спектакля: Н. П. Акимов. — госпожа Перришон
- 1946 — «Старые друзья» Л. Малюгина. Реж. и худ. спектакля: Н. П. Акимов. — Сима
- 1954 — «Вишневый сад» А. Чехова, режиссёр: М. Чежегов — Шарлотта Ивановна
- 1954 — «Помпадуры и помпадурши» М. Салтыкова-Щедрина, режиссёр: Г. А. Товстоногов — старая княжна Чепчеулидзева-Уланбекова
- 1956 — «Обыкновенное чудо» Е. Л. Шварца, режиссёр: Н. П. Акимов — Придворная дама
- 1957 — «Деревья умирают стоя» А. Касоны. Реж. Н. П. Акимов. — Хеновева
- 1958 — «Ревизор» Н. В. Гоголя, режиссёр: Н. П. Акимов — Жена унтер-офицера
- 1958 — «Мы тоже не ангелы» К. Фехер — старая учительница Маргит Сили
- 1960 — «Пёстрые рассказы» по А. Чехову — жена Ясносердцева
- 1961 — «Чемодан с наклейками» Реж. Н. П. Акимов — Тётя Сима
- 1961 — «Опаснее врага» Д. Аля и Д. Ракова. Реж. Н. Лившиц. — Секретарша института
- 1962 — «Физики» Ф. Дюрренматта. Реж. Н. Лившиц. — Матильда фон Цанд
- 1966 — «Звонок в пустую квартиру» Д. Угрюмова — Гренкина
- 1970 — «Село Степанчиково и его обитатели» по Достоевскому
- 197? — «Характеры» по рассказам В. М. Шукшина —
- 1973 — «Троянская война» Ж. Жироду. Режиссёр: П. Н. Фоменко — старец Минос
- 1974 — «Старый Новый год» М. Рощина, режиссёр: П. Н. Фоменко — Анна Романовна
- «Повести о молодых супругах» Е. Шварца — учительница Ольга Ивановна
- «Одна ночь» Е. Л. Шварца — Ольга Петровна
- «Обыкновенный человек» Л. М. Леонова — Веру Артемьевну
- «Разорванный рубль» Настасья Ивановна
- «Дипломаты» С. Алёшина — Антея Кокс
- «Сослуживцы» Брагинского и Рязанова
- «Тележка с яблоками» Б. Шоу — Аманда

## Фильмография
- 1938 — Человек с ружьём — приживалка
- 1939 — Член правительства — мать Дуськи
- 1954 — Мы с вами где-то встречались — секретарь директора театра
- 1954 — Укротительница тигров — Мария Ивановна
- 1955 — Максим Перепелица — бабка Параська
- 1956 — Девочка и крокодил — уборщица
- 1956 — Старик Хоттабыч — нянечка в санатории
- 1958 — Андрейка — бабка Вера
- 1960 — Осторожно, бабушка! — Клавдия
- 1964 — Зайчик — медсестра
- 1964 — Через кладбище — Софья Казимировна
- 1965 — Город мастеров — тётушка Тафаро
- 1966 — Мальчик и девочка — санитарка в роддоме
- 1966 — Не забудь… станция Луговая — Ольга Владимировна
- 1966 — Чёрт с портфелем — Павловна
- 1966 — Я родом из детства — учительница немецкого
- 1967 — Война под крышами — пани Жигоцкая
- 1967 — Житие и вознесение Юрася Братчика — игуменья
- 1969 — Весёлое волшебство — Кикимора
- 1969 — Мы с Вулканом — учительница
- 1972 — Дела давно минувших дней… — Зоя Васильевна
- 1972 — Печки-лавочки — жена Степанова
- 1973 — Ищу человека
- 1974 — Ещё можно успеть
- 1974 — Иван да Марья — Федотьевна
- 1974 — Сержант милиции — соседка Петуховых
- 1977 — Прыжок с крыши
- 1977 — Судьба — нянечка
- 1977 — Усатый нянь — Арина Родионовна

## Признание и награды
- Заслуженная артистка РСФСР (1939)
- орден «Знак Почёта» (1940)
- Народная артистка РСФСР (1972)